# 936-й истребительный авиационный полк
936-й истребительный авиационный полк (936-й иап) — воинская часть Военно-воздушных сил (ВВС) Вооружённых Сил РККА, принимавшая участие в боевых действиях Великой Отечественной войны. Расформирован в 1958 году.

## Наименования полка

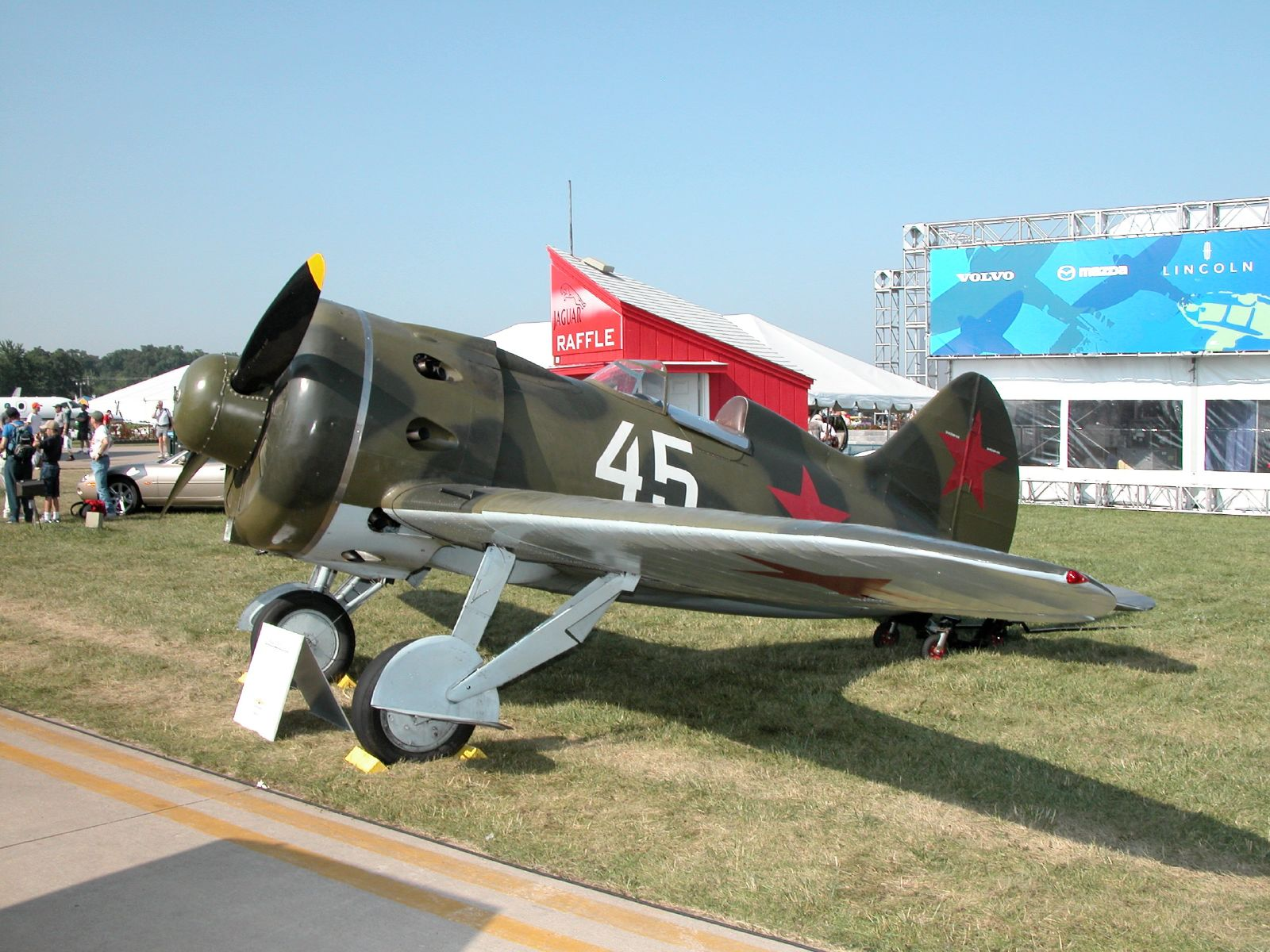
Истребителями И-16 полк был вооружён при формировании

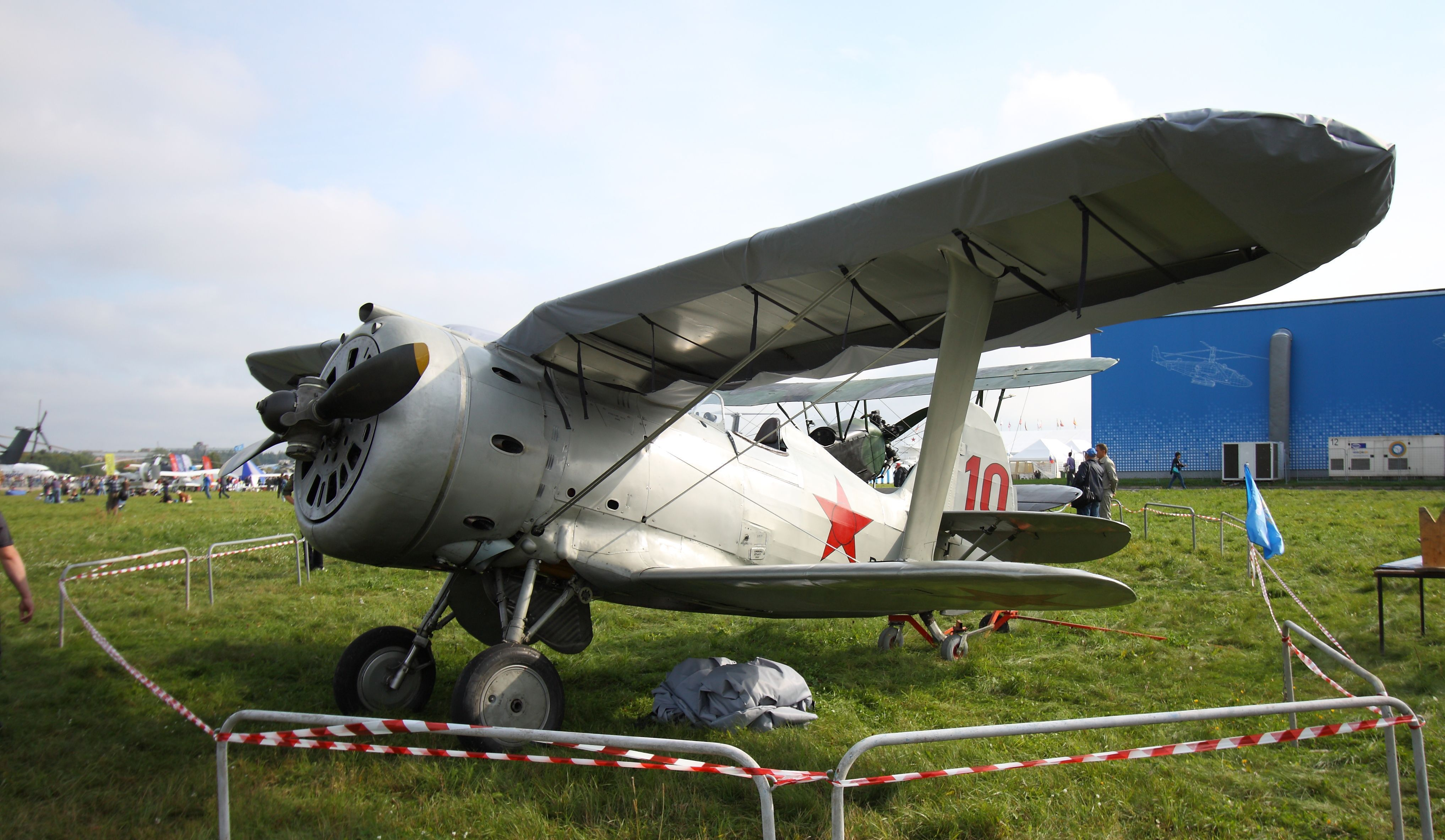
Истребителями И-15бис полк был вооружён при формировании

За весь период своего существования полк своё наименование не менял:
- 936-й истребительный авиационный полк[1];
- Войсковая часть (Полевая почта) 65301[1];

## История полка
Полк сформирован в период с 23 июня по 28 июля 1942 года в ВВС Дальневосточного фронта в г. Николаевск-на-Амуре по штату 015/134 (две эскадрильи на самолётах И-16, одна на И-15бис). По окончании формирования полк включён в состав вновь сформированной 255-й смешанной авиадивизии ВВС Дальневосточного фронт с дислокацией в г. Оха на острове Сахалин.
В декабре 1942 года полк переформирован по штату 015/284 (3 эскадрильи и 32 самолёта в полку). В июне 1945 года вместе с 255-й сад вошёл в состав 10-й воздушной армии Дальневосточного фронта (до этого дивизия постоянно находилась в прямом подчинении командования ДВФ).
В составе 255-й смешанной авиадивизии 10-й Воздушной армии ВВС 2-го Дальневосточного фронта полк принимал участие в советско-японской войне на самолётах Як-9.
Результаты боевой работы в документах архивов МО РФ не найдены.

### В действующей армии
В составе действующей армии:
- с 9 августа 1945 года по 3 сентября 1945 года.

### Участие в операциях и битвах
- Южно-Сахалинская операция — с 11 августа 1945 года по 25 августа 1945 года.

### Командир полка
- майор Петров, 11.10.1943 — 31.12.1945 г.

### Послевоенная история полка
После войны полк продолжал базироваться на своём аэродроме в г. Оха на острове Сахалин, по-прежнему входя в состав 255-й смешанной авиадивизии ВВС Дальневосточного округа.
В августе (20.08.1958 г.) 1958 года полк расформирован.

### В составе соединений и объединений
| Дата          | Фронт (округ)                 | Армия                | Дивизия                                  |
| ------------- | ----------------------------- | -------------------- | ---------------------------------------- |
| 20.07.1942 г. | Дальневосточный фронт         |                      | 255-я смешанная авиационная дивизия      |
| 01.06.1945 г. | Дальневосточный фронт         | 10-я воздушная армия | 255-я смешанная авиационная дивизия      |
| 05.08.1945 г. | 2-й Дальневосточный фронт     | 10-я воздушная армия | 255-я смешанная авиационная дивизия      |
| 01.10.1945 г. | Дальневосточный военный округ | 10-я воздушная армия | 255-я смешанная авиационная дивизия      |
| 20.02.1949 г. | Дальневосточный военный округ | 29-я воздушная армия | 110-я смешанная авиационная дивизия      |
| 01.01.1953 г. | Дальневосточный военный округ | 29-я воздушная армия | 110-я истребительная авиационная дивизия |
| 01.04.1957 г. | Дальневосточный военный округ | 1-я воздушная армия  | 110-я истребительная авиационная дивизия |
| 20.08.1958 г. | Дальневосточный военный округ | 1-я воздушная армия  | 110-я истребительная авиационная дивизия |

## Благодарности Верховного Главнокомандования

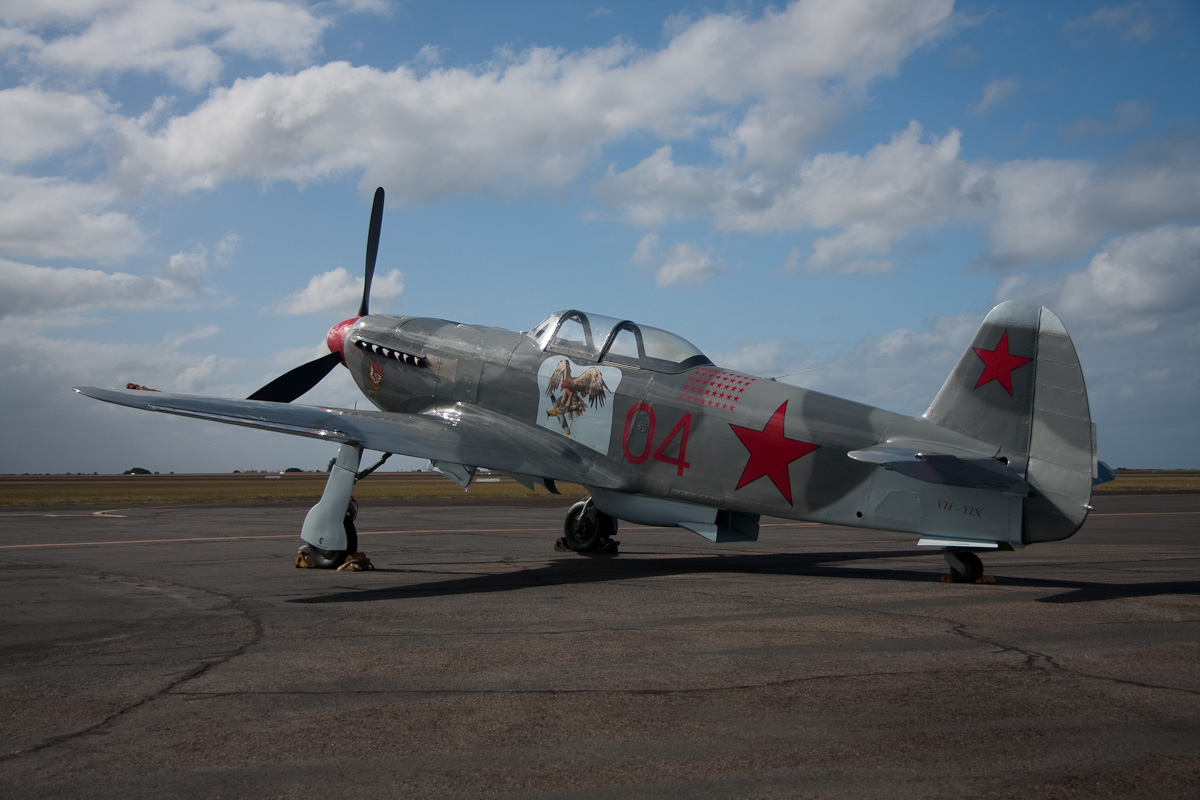
На самолётах Як-9 полк принимал участите в Советско-японской войне.

Воинам полка в составе дивизии объявлены благодарности Верховного Главнокомандующего:
- За отличные боевые действия в боях с японцами на Дальнем Востоке и овладение городами Цзямусы, Мэргэнь, Бэйаньчжэнь, Гирин, Дайрэн, Жэхэ, Мишань, Мукден, Порт-Артур, Харбин, Цицикар, Чанчунь, Яньцзи[3].